# Yolanda Adams
Yolanda Adams (Houston, 1961. augusztus 27. –) amerikai gospel-énekesnő, színésznő.

## Pályafutása
Hat testvére közül a legidősebb volt. 1979-ben érettségizett a Houstonban (Sterling High School in Houston), majd a Kaliforniai Egyetemen tanult (University of California in Berkeley). Ezután Houstonban tanár volt. Amellett modellként dolgozott.
Az 1980-as évek közepén egy gospel-kórus tagjaként fedezték fel. Az énekesi pályát szólóénekesként folytatta. Első szólóalbuma, (Just As I Am) 1987-ben jelent meg.
Tíz stúdióalbumot és két élő albumot vett fel. Ezek mindegyike bekerült az amerikai gospel toplisták első tíze közé.
1999-ben megjelent „Mountain High ... Valley Low” című albuma a Billboard 200-on a 24. lett. Platina lett. Az „Open My Heart” című kislemeze az 57. helyet szerezte meg a „Billboard Hot 100-on”. Grammy-díjas albuma 2000-ben a legjobb kortárs Soul Gospel Album lett. 2001-ben megkapta az American Music Awardot. 2002-es Grammy-díját a „The Experience” című élő albumért kapta. További két Grammy-t kapott 2006-ban, aztán 2007-ben.
Négyórás reggeli műsora van a Radio One-on.

## Albumok
- 1987: Just as I Am
- 1991: Through the Storm
- 1993: Save the World
- 1995: More Than a Melody
- 1996: Yolanda... Live in Washington
- 1998: Songs from the Heart
- 1999: Mountain High... Valley Low
- 2000: Christmas with Yolanda Adams
- 2001: The Experience
- 2001: Believe
- 2005: Day by Day
- 2007: What a Wonderful Time
- 2011: Becoming
- 2016: Passion
- 2016: Nathan East
- 2016: Love Takes...
- 2018: Allegro Nevella

## Díjak
- 4 Grammy-díj
- 16 Stellar Gospel Music Awards
- 1  American Music Award
- 4 Dove Awards
- 7 NAACP Image Awards
- 1 Soul Train Music Award
- 4 BET Awards